# Guelb à magnétite
 (janvier 2024).
Si vous disposez d'ouvrages ou d'articles de référence ou si vous connaissez des sites web de qualité traitant du thème abordé ici, merci de compléter l'article en donnant les références utiles à sa vérifiabilité et en les liant à la section « Notes et références ».
Les guelb à magnétite sont les mines de fer situées dans le Tiris Zemmour, non loin de la Kedia d'Idjil, ce sont les dernières mines à ciel ouvert exploitées par la SNIM en Mauritanie après les mines de la Kédia, mais avant TO14.
Guelb El Rhein (orthographié aussi Gein), Oum Arwagen, M’Houadat sont des proéminences rocheuses (guelb en hassaniyya).
Découvertes par des sondages magnétiques aéroportés dans le milieu des années 1960, elles ont d'abord été négligées par leur moindre teneur en oxyde de fer.
Leur exploitation s'est accompagnée de l'ouverture d'une usine destinée à enrichir le minerai, et d'un prolongement de la voie ferrée provenant de Nouadhibou, à partir de F'Derick. 